# Tarrafal (concelho de Cabo Verde)
| Tarrafal Concelho do Tarrafal         |                    |
| \| \| \| \| (Bandeira) \| (Brasão) \| |                    |
| Localização de Tarrafal               |                    |
| Gentílico                             |                    |
| Ilha                                  | Santiago           |
| Sede                                  | Vila do Tarrafal   |
| Freguesias                            | Santo Amaro Abade  |
| Área                                  | 112,4 km²          |
| População                             | 18565(2010)        |
| Dia do Município                      | 15 de Janeiro      |
| Cód. CGN-CV                           | 71                 |
| Cód. ISO                              | CV-TA              |
| Website                               | http://www.cmt.cv/ |
| Bandeira de Tarrafal                  | Brasão de Tarrafal |
| (Bandeira)                            | (Brasão)           |

O Concelho do Tarrafal é um concelho/município na ilha de Santiago, em Cabo Verde. Tem cerca de 18565 habitantes e ocupa uma superfície de 112,4 km².
A sede do concelho é a vila do Tarrafal. O seu nome provém de que um tarrafal é uma plantação de tarrafes, uma planta do género tamarix africana, vulgo tamargueiras.
A própria vila do Tarrafal tem das poucas praias de areia branca da ilha, e certamente das mais paradisíacas do arquipélago, numa baía rodeada de coqueiros.
Mas engana-se quem pensa que esta é a única de todo o concelho, pois bastam alguns minutos e estamos noutras praias, estas já menos concorridas pelos turistas mas igualmente lindas, nas aldeias de Chão Bom e Ribeira da Prata.
Esta zona, da maior ilha de Cabo Verde, é famosa pela chamada Colónia Penal do Tarrafal ou Campo de Concentração do Tarrafal, construída entre as décadas 20 e 30 do século passado, para albergar os opositores ao regime português. É também famosa por ser o concelho de Cabo Verde onde vive a comunidade dos rabelados.
Quem chega a este concelho fica deliciado, não só pela sua beleza natural, como pela simpatia do seu povo, que vive principalmente do comércio, construção e serviços para a colectividade, e que conserva os valores tradicionais das suas gentes, destacando-se a olaria, a tecelagem, a utilização da cimboa e a música, uma vez que, ninguém lá passa sem dançar um funaná ou ver alguém a dar ku tornu, numa roda de batuque.
O Dia do Município é 15 de janeiro, data que coincide com a celebração de Santo Amaro. 
Desde 2008, o município do Tarrafal é governado pelo Movimento para a Democracia.

## Freguesias
O concelho do Tarrafal é constituído por uma só freguesia: Santo Amaro Abade.

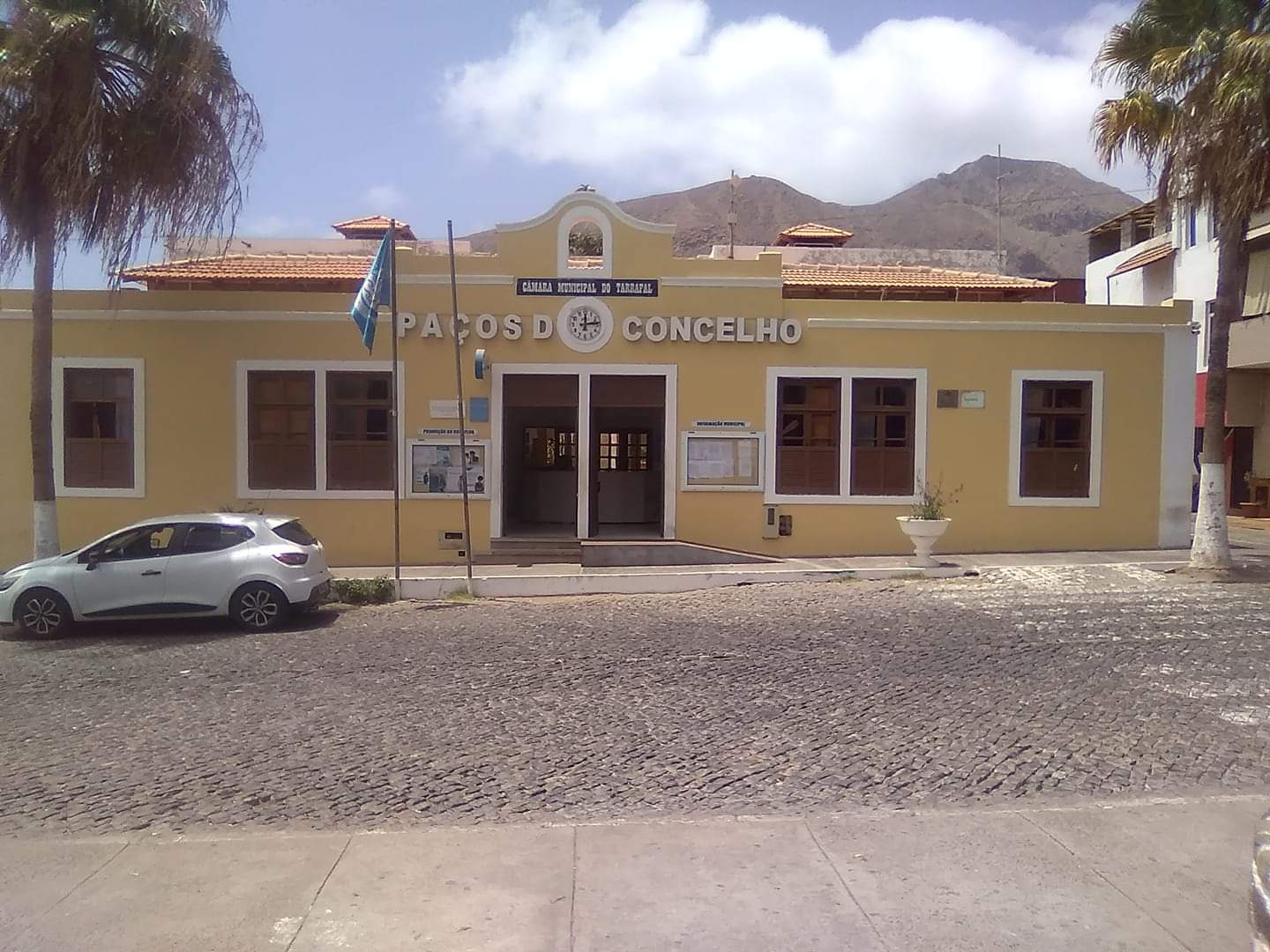
Paços do Concelho

## História
Foi criado após uma revisão no início do séc. XX, quando duas freguesias a norte do antigo Concelho de Santa Catarina foram separadas para constituir o Concelho do Tarrafal. Em 1996, uma freguesia a sudeste foi separada para constituir o Concelho de São Miguel.

## Demografia
| População de Tarrafal (concelho de Cabo Verde) (1940–2010) | População de Tarrafal (concelho de Cabo Verde) (1940–2010) | População de Tarrafal (concelho de Cabo Verde) (1940–2010) | População de Tarrafal (concelho de Cabo Verde) (1940–2010) | População de Tarrafal (concelho de Cabo Verde) (1940–2010) | População de Tarrafal (concelho de Cabo Verde) (1940–2010) | População de Tarrafal (concelho de Cabo Verde) (1940–2010) | População de Tarrafal (concelho de Cabo Verde) (1940–2010) |
| ---------------------------------------------------------- | ---------------------------------------------------------- | ---------------------------------------------------------- | ---------------------------------------------------------- | ---------------------------------------------------------- | ---------------------------------------------------------- | ---------------------------------------------------------- | ---------------------------------------------------------- |
| 1940                                                       | 1950                                                       | 1960                                                       | 1970                                                       | 1980                                                       | 1990                                                       | 2000                                                       | 2010                                                       |
| 18840                                                      | 13222                                                      | 19140                                                      | 26251                                                      | 24202                                                      | 11626                                                      | 17792                                                      | 18565                                                      |

|                         | Norte: Oceano Atlântico |                         |
| Oeste: Oceano Atlântico | Tarrafal                | Leste: Oceano Atlântico |
|                         | Sul: São Miguel         | Sudeste: Santa Catarina |